# Villereau (Nord)
Villereau és un municipi francès, situat a la regió dels Alts de França, al departament del Nord. L'any 2006 tenia 747 habitants.

## Demografia
| 1962                                       | 1968 | 1975 | 1982 | 1990 | 1999 | 2006 |
| ------------------------------------------ | ---- | ---- | ---- | ---- | ---- | ---- |
| 552                                        | 593  | 605  | 634  | 663  | 701  | 747  |
| Des de 1962: població sense dobles comptes |      |      |      |      |      |      |

## Administració
| Període | Identitat     | Partit |
| ------- | ------------- | ------ |
| 2001-   | André Frehaut | PS     |